# Routes nationales de La Réunion

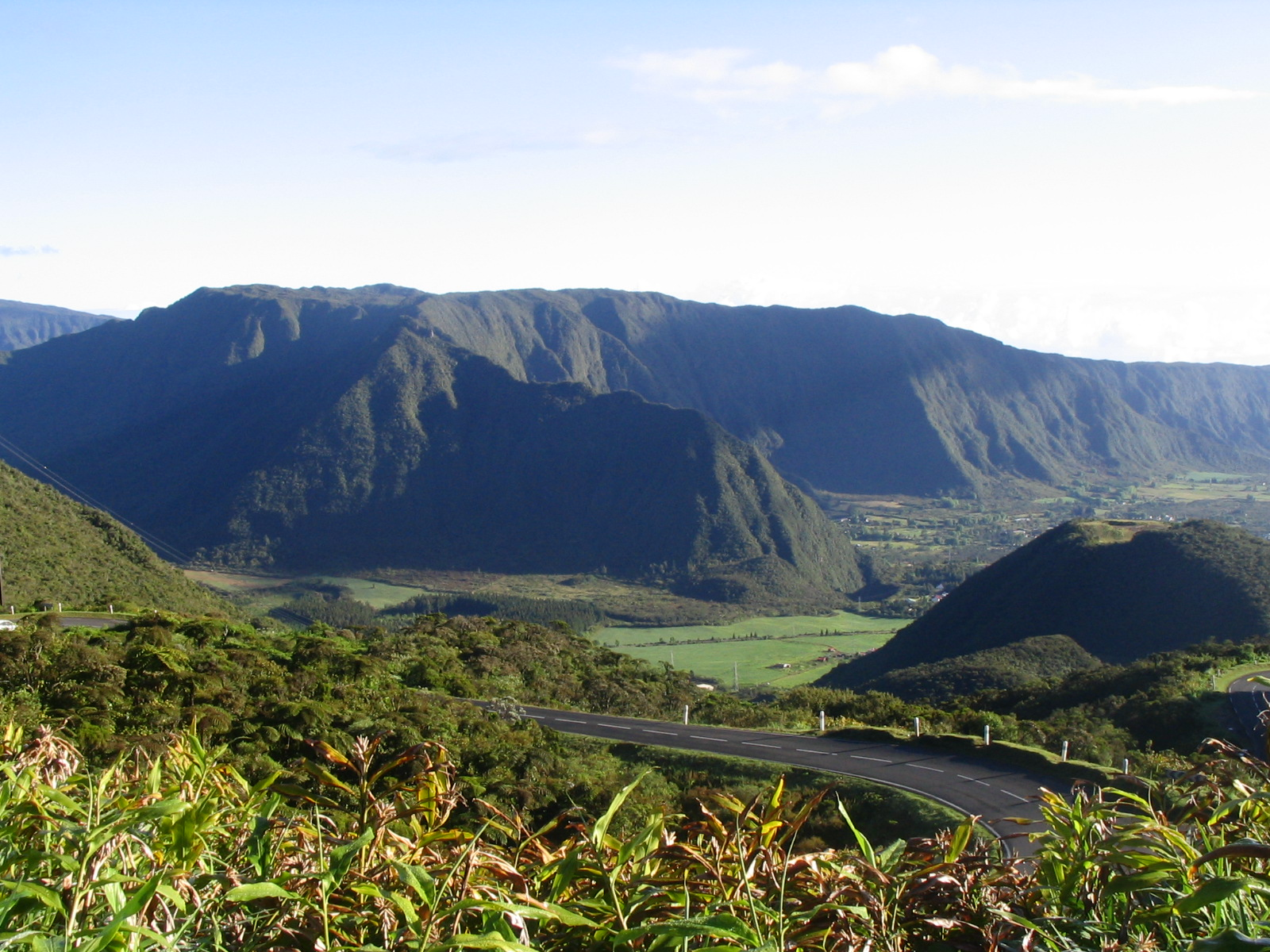
La route nationale 3 alors qu'elle passe par le col de Bellevue.

Les routes nationales de La Réunion sont onze routes de l'île de La Réunion autrefois classées comme routes nationales françaises. Depuis 2007, elles sont gérées par le conseil régional de la Réunion, mais elles ont toutefois conservé la dénomination et la signalétique des routes nationales.

## Liste exhaustive
- Route nationale 1.
  - Route du Littoral.
  - Route des Tamarins.
  - Nouvelle route du Littoral
- Route nationale 1a.
  - Chaussée Royale.
- Route nationale 2.
  - Route des Laves.
- Route nationale 3, dite route des Plaines.
- Route nationale 4.
- Route nationale 5, dite route de Cilaos.
- Route nationale 6, dite boulevard Sud.
- Route nationale 7.
- Route nationale 102.
- Route nationale 1001.
- Route nationale 2002.